# Swissmetro
Swissmetro fue un proyecto futurista de transporte público suizo que utilizaría trenes de levitación magnética dentro de un tubo de vacío. El concepto original del ingeniero Rodolphe Nieth, fue desarrollado en detalle por Marcel Jufer de la Escuela Politécnica Federal de Lausana (EPFL).
El objetivo del proyecto era la construcción y operación de una red de trenes para transporte de pasajeros que reduciría significativamente el tiempo necesario para viajar entre las ciudades principales de Suiza. Por ejemplo, el tiempo de viaje entre Basilea y Zúrich podría reducirse de los 60 minutos que lleva en la actualidad a 12 minutos.

## Historia
Durante sus viajes en tren entre Lausana y Berna a mediado de los años 70s, el ingeniero Rodolphe Nieth desarrolla el concepto de un tren subterráneo de alta velocidad suspendido por levitación magnética. Luego de algunos años de discutir sus primeras ideas con conocidos y amigos, Nieth conoce a Jufer, que decidió apoyar el proyecto, junto a otros profesores de la Escuela Politécnica Federal de Lausana. El proyecto fue presentado al Parlamento en 1985, y recibió el apoyo de algunos políticos, como Robert Ducret (del cantón Ginebra) y Sergio Salvioni (del cantón Tesino).
Un estudio preliminar y un estudio de factibilidad de EPFL describieron Swissmetro como factible y rentable. Como resultado, en 1997 se presentó una solicitud de licencia para una ruta piloto entre Lausana y Ginebra. El Consejo Federal no quiso aprobar la solicitud de licencia para la ruta piloto Ginebra-Lausana hasta que se dispusiera de la prueba de la financiación. En 2000, el Programa Nacional de Investigación 41 (NRP 41) elaboró informes sobre el tema Swissmetro, entre otros proyectos bajo evaluación.
Entre 2000 y 2003 el Consejo Federal y el Consejo Nacional no lograron garantizar la financiación para el proyecto. En 2003, Swissmetro AG presentó una solicitud de licencia para la ruta piloto Ginebra - Lausana, a un costo de alrededor de 3500 millones de francos suizos, de los que el gobierno federal y los cantones deberían contribuir con 1900 millones de francos suizos. En 2009 Swissmetro fue liquidada por falta de recursos financieros.

## Swissmetro-NG
La fundación SwissMetro-NG fue instituida en el año 2017 como una organización sin fines de lucro, con el objectivo de promover el sistema de transporte originalmente diseñado en el curso del proyecto Swissmetro original. El proyecto cuenta con el apoyo del Instituto de Investigación de Transporte Suizo, pasados funcionarios gubernamentales, y de investigadores del  Escuela Politécnica Federal de Zúrich.  La comisión de tránsito del Departamento Federal del Medio Ambiente, Transportes, Energía y Comunicación (UVEK) consideró la propuesta de Swissmetro NG para formar parte de la lista de estudios que serán parte de los próximos pasos del Programa de Desarrollo Estratégico STEP (del nombre en alemán STrategischen EntwicklungsProgramm).